# Derck de Vilder
Derck de Vilder (Amsterdã, 23 de novembro de 1998) é um jogador de hóquei sobre a grama neerlandês.

## Carreira
Na Hoofdklasse holandesa, De Vilder joga pelo SV Kampong.
De Vilder fez sua estreia pela seleção holandesa sub-21 em 2017 durante uma série de testes contra a Alemanha em Mönchengladbach. Mais tarde naquele ano, ele ganhou uma medalha de ouro com a equipe no Campeonato EuroHockey Júnior em Valência, Espanha. Em 2019, dois anos após sua estreia, De Vilder retornou à seleção nacional júnior durante um torneio de oito nações em Madri. Ele passou a representar a equipe em outro Campeonato EuroHockey Júnior no final daquele ano, nesta ocasião ganhando uma medalha de bronze.
Derck de Vilder fez sua estreia sênior pela Oranje em 2018 durante uma série de testes contra a Austrália em Perth. Desde então, ele fez várias aparições pela seleção nacional, antes de ser nomeado para o elenco oficial pela primeira vez em 2022.
Nos Jogos Olímpicos de Verão de 2024, em Paris, conquistou a medalha de ouro no torneio masculino do hóquei sobre a grama, após vencer na final confronto contra a equipe alemã por pênaltis.